# Temporada 2002 de Indy Racing League
Temporada de 2002 de la IRL (Indy Racing League) fue una temporada de transición, donde muchos equipos de la serie CART competían en algunas carreras en la serie IRL de manera parcial, aun así manteniéndose en su serie original debido al consenso que tenían con proveedor de motores Toyota y Honda . En cuanto a los proveedores en la IRL, Infiniti estaba en su desaparición parcial en la serie como proveedores de motores, así como Chevrolet se camuflaba dentro su sello de motores Oldsmobile, como marca al ir desapareciendo gradualmente. En su tercera temporada, Sam Hornish Jr. ganó 5 carreras en su camino a su segundo campeonato consecutivo por delante del recién llegado Penske Racing con el ganador de la Indy 500 del año 2000 Hélio Castroneves y que volvería a repetir dicha victoria, además, en total, ganó tres carreras, en su camino al segundo puesto en el campeonato.

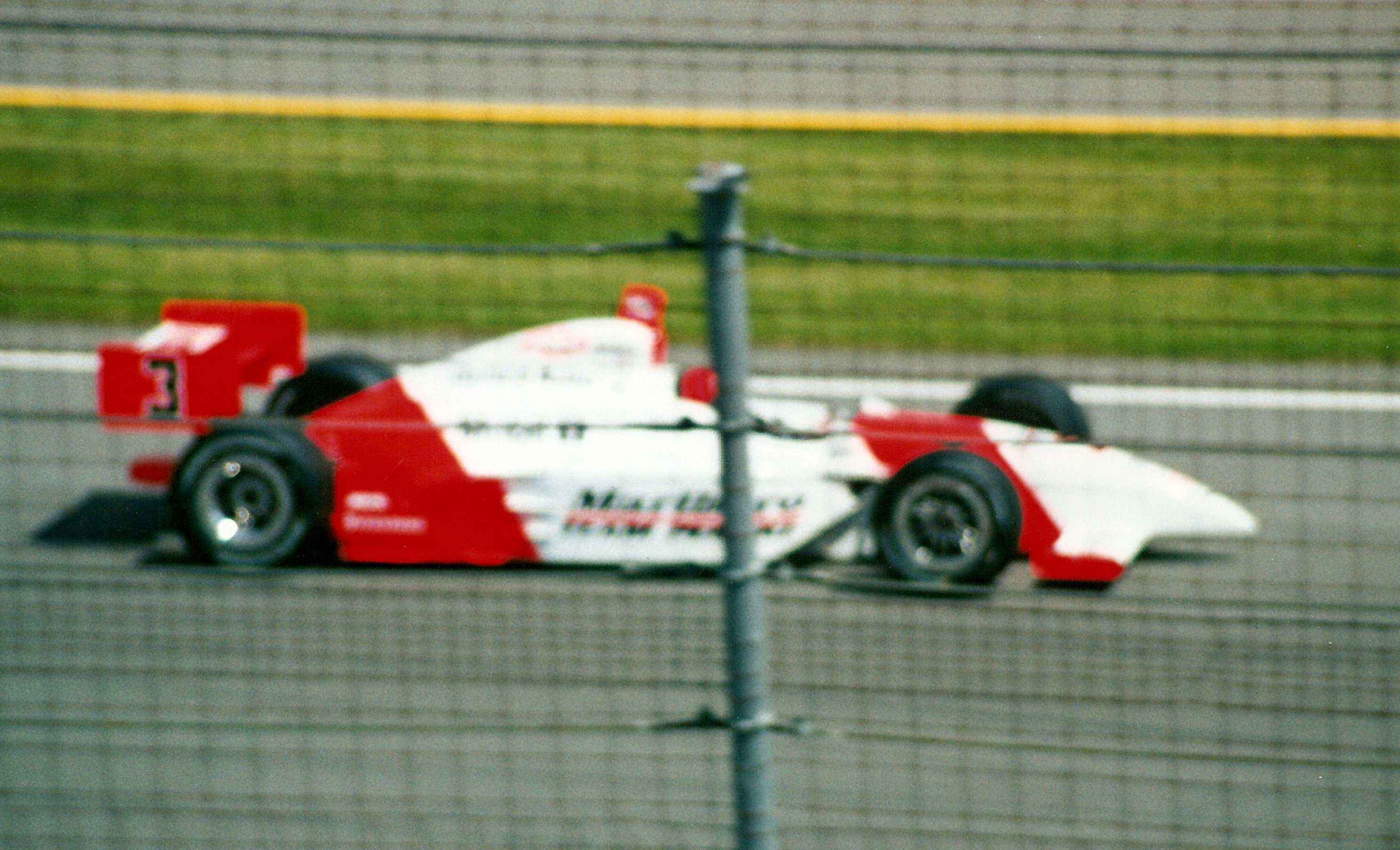
Helio Castroneves, ganando su segunda Carrera de Indy 500.

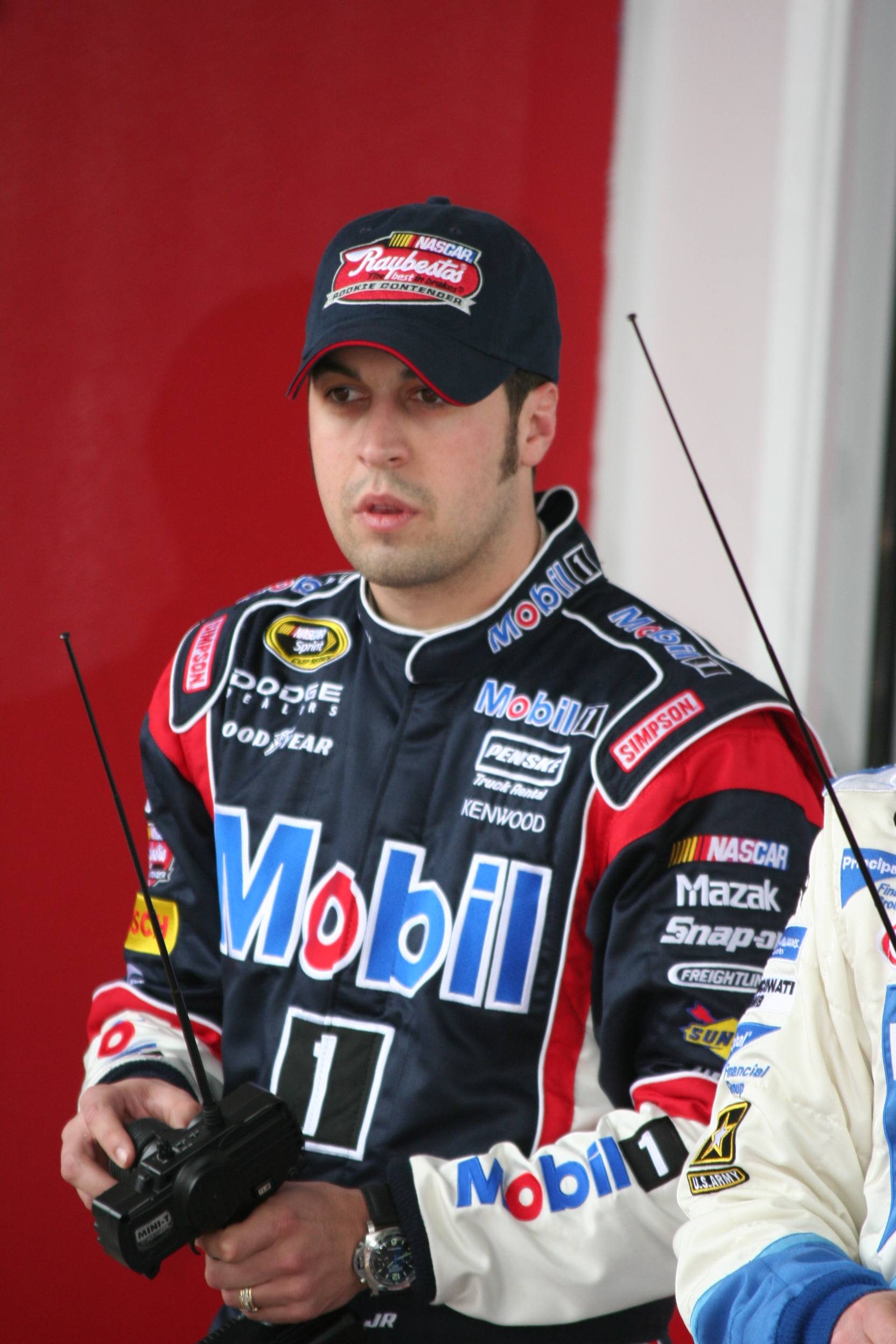
El campeón defensor Sam Hornish Jr. Gana por segunda vez la IRL en el año 2002.

## Calendario
Por primera vez desde 1995, el campeonato hubo quince competencias de las cuales los resultados fueron:
| Ronda | Fecha            | Carrera                   | Pista                            | Localización          | Pole position     | Vuelta rápida    | Mayor número de Vueltas Lideradas | Ganador           |
| ----- | ---------------- | ------------------------- | -------------------------------- | --------------------- | ----------------- | ---------------- | --------------------------------- | ----------------- |
| 1     | 2 de marzo       | Grand Prix of Miami       | Homestead-Miami Speedway         | Homestead, Florida    | Sam Hornish, Jr.  | Jeff Ward        | Sam Hornish, Jr.                  | Sam Hornish, Jr.  |
| 2     | 17 de marzo      | Bombardier ATV 200        | Phoenix International Raceway    | Phoenix, Arizona      | Hélio Castroneves | Robbie Buhl      | Sam Hornish, Jr.                  | Hélio Castroneves |
| 3     | 24 de marzo      | Yamaha Indy 400           | California Speedway              | Fontana, California   | Jaques Lazier     | Tomas Scheckter  | Sam Hornish, Jr.                  | Sam Hornish, Jr.  |
| 4     | 21 de abril      | Firestone Indy 225        | Nazareth Speedway                | Nazareth, Pensilvania | Gil de Ferran     | Tomas Scheckter  | Gil de Ferran                     | Scott Sharp       |
| 5     | 26 de mayo       | 86th Indianapolis 500     | Indianapolis Motor Speedway      | Speedway, Indiana     | Bruno Junqueira   | Tomas Scheckter  | Tomas Scheckter                   | Hélio Castroneves |
| 6     | 8 de junio       | Boomtown 500              | Texas Motor Speedway             | Fort Worth, Texas     | Tomas Scheckter   | Eddie Cheever    | { Tomas Scheckter                 | Jeff Ward         |
| 7     | 16 de junio      | Radisson Indy 225         | Pikes Peak International Raceway | Fountain, Colorado    | Gil de Ferran     | Felipe Giaffone  | Gil de Ferran                     | Gil de Ferran     |
| 8     | 29 de junio      | SunTrust Indy Challenge   | Richmond International Raceway   | Richmond, Virginia    | Gil de Ferran     | Buddy Lazier     | Gil de Ferran                     | Sam Hornish, Jr.  |
| 9     | 7 de julio       | Ameristar Casino Indy 200 | Kansas Speedway                  | Kansas City, Kansas   | Tomas Scheckter   | Tomas Scheckter  | Tomas Scheckter                   | Airton Daré       |
| 10    | 20 de julio      | Firestone Indy 200        | Nashville Superspeedway          | Lebanon, Tennessee    | Billy Boat        | Tomas Scheckter  | Sam Hornish, Jr.                  | Alex Barron       |
| 11    | 28 de julio      | Michigan Indy 400         | Michigan International Speedway  | Brooklyn, Míchigan    | Tomas Scheckter   | Tomas Scheckter  | Tomas Scheckter                   | Tomas Scheckter   |
| 12    | 11 de agosto     | Belterra Casino Indy 300  | Kentucky Speedway                | Sparta, Kentucky      | Sarah Fisher      | Tomas Scheckter  | Felipe Giaffone                   | Felipe Giaffone   |
| 13    | 25 de agosto     | Gateway Indy 250          | Gateway International Raceway    | Madison, Illinois     | Gil de Ferran     | Sam Hornish, Jr. | Hélio Castroneves                 | Gil de Ferran     |
| 14    | 8 de septiembre  | Delphi Indy 300           | Chicagoland Speedway             | Joliet, Illinois      | Sam Hornish, Jr.  | Buddy Rice       | Sam Hornish, Jr.                  | Sam Hornish, Jr.  |
| 15    | 15 de septiembre | Chevy 500                 | Texas Motor Speedway             | Fort Worth, Texas     | Vítor Meira       | Buddy Rice       | Hélio Castroneves                 | Sam Hornish, Jr.  |

## Equipos y pilotos
| Equipo                          | Chasis          | Motor              | N.º | Pilotos           | Carreras   |
| ------------------------------- | --------------- | ------------------ | --- | ----------------- | ---------- |
| Team Menard                     | Dallara         | Chevrolet          | 2   | Jaques Lazier     | 1–4        |
| Team Menard                     | Dallara         | Chevrolet          | 2   | P. J. Jones       | 5          |
| Team Menard                     | Dallara         | Chevrolet          | 2   | Raul Boesel       | 5–6        |
| Team Menard                     | Dallara         | Chevrolet          | 2   | Mark Dismore      | 7–11       |
| Team Menard                     | Dallara         | Chevrolet          | 2   | Vítor Meira R     | 12–15      |
| Marlboro Team Penske            | Dallara         | Chevrolet          | 3   | Hélio Castroneves | Todas      |
| Marlboro Team Penske            | Dallara         | Chevrolet          | 6   | Gil de Ferran     | 1–14       |
| Marlboro Team Penske            | Dallara         | Chevrolet          | 6   | Max Papis         | 15         |
| Panther Racing                  | Dallara         | Chevrolet          | 4   | Sam Hornish Jr.   | Todas      |
| Kelley Racing                   | Dallara         | Chevrolet          | 7   | Al Unser Jr.      | 1–9, 12–15 |
| Kelley Racing                   | Dallara         | Chevrolet          | 7   | Tony Renna R      | 10–11      |
| Kelley Racing                   | Dallara         | Chevrolet          | 8   | Scott Sharp       | Todas      |
| Target Chip Ganassi Racing      | G-Force         | Chevrolet          | 9   | Jeff Ward         | Todas      |
| A. J. Foyt Enterprises          | Dallara         | Chevrolet          | 11  | Eliseo Salazar    | 1–3, 10–15 |
| A. J. Foyt Enterprises          | Dallara         | Chevrolet          | 11  | Richie Hearn      | 4          |
| A. J. Foyt Enterprises          | Dallara         | Chevrolet          | 11  | Greg Ray          | 5–9        |
| A. J. Foyt Enterprises          | Dallara         | Chevrolet          | 11  | Donnie Beechler   | 5          |
| A. J. Foyt Enterprises          | Dallara         | Chevrolet          | 14  | Airton Daré       | Todas      |
| Bradley Motorsports             | Dallara         | Infiniti           | 12  | Shigeaki Hattori  | 2–7        |
| Bradley Motorsports             | Dallara         | Infiniti           | 12  | Raul Boesel       | 9–15       |
| Racing Professionals            | G-Force Dallara | Chevrolet          | 16  | Jon Herb          | 1–8        |
| Sam Schmidt Motorsports         | Dallara         | Chevrolet          | 20  | Richie Hearn      | 5, 7–12    |
| Sam Schmidt Motorsports         | Dallara         | Chevrolet          | 20  | Greg Ray          | 14–15      |
| Sam Schmidt Motorsports         | Dallara         | Chevrolet          | 20  | Anthony Lazzaro R | 13         |
| Sam Schmidt Motorsports         | Dallara         | Chevrolet          | 99  | Anthony Lazzaro R | 1–2, 4–5   |
| Sam Schmidt Motorsports         | Dallara         | Chevrolet          | 99  | Richie Hearn      | 3, 6       |
| Sam Schmidt Motorsports         | Dallara         | Chevrolet          | 99  | Mark Dismore      | 5          |
| Sam Schmidt Motorsports         | Dallara         | Chevrolet          | 99  | Jimmy Kite        | 5          |
| Mo Nunn Racing                  | G-Force         | Chevrolet          | 21  | Felipe Giaffone   | Todas      |
| Dreyer & Reinbold Racing        | G-Force         | Infiniti           | 24  | Robbie Buhl       | 1–2, 5–15  |
| Dreyer & Reinbold Racing        | G-Force         | Infiniti           | 24  | Memo Gidley       | 3          |
| Dreyer & Reinbold Racing        | G-Force         | Infiniti           | 24  | Sarah Fisher      | 4          |
| 310 Racing                      | G-Force         | Chevrolet          | 31  | George Mack R     | Todas      |
| Conquest Racing                 | Dallara         | Infiniti           | 34  | Laurent Redon R   | Todas      |
| Blair Racing                    | Dallara         | Chevrolet          | 44  | Alex Barron       | Todas      |
| Red Bull Cheever Racing         | Dallara         | Infiniti           | 51  | Eddie Cheever     | Todas      |
| Red Bull Cheever Racing         | Dallara         | Infiniti           | 52  | Tomas Scheckter R | 1–12       |
| Red Bull Cheever Racing         | Dallara         | Infiniti           | 52  | Buddy Rice R      | 13–15      |
| Treadway Racing                 | G-Force         | Chevrolet          | 55  | Rick Treadway R   | 1–4, 6, 9  |
| Treadway Racing                 | G-Force         | Chevrolet          | 55  | Arie Luyendyk     | 5, 11      |
| Treadway Racing                 | G-Force         | Chevrolet          | 55  | Will Langhorne R  | 12, 14–15  |
| Treadway Racing                 | G-Force         | Chevrolet          | 55  | Robby McGehee     | 13         |
| Hemelgarn Racing                | Dallara         | Chevrolet          | 91  | Buddy Lazier      | Todas      |
| CURB/Agajanian/Boat Indy Racing | Dallara         | Chevrolet Infiniti | 98  | Billy Boat        | Todas      |
| A tiempo parcial                |                 |                    |     |                   |            |
| Treadway Racing                 | G-Force         | Chevrolet          | 5   | Rick Treadway R   | 5          |
| Treadway Racing                 | G-Force         | Chevrolet          | 67  | Rick Treadway R   | 15         |
| Cahill Racing                   | Dallara         | Chevrolet          | 10  | Robby McGehee     | 1–5        |
| Walker Racing                   | Dallara         | Chevrolet          | 15  | Oriol Servià      | 5          |
| Panther Racing                  | Dallara         | Chevrolet          | 15  | Dan Wheldon R     | 14–15      |
| Mo Nunn Racing                  | G-Force         | Chevrolet          | 17  | Tony Kanaan       | 5          |
| PDM Racing                      | Dallara         | Chevrolet          | 18  | Tyce Carlson      | 1–2        |
| PDM Racing                      | Dallara         | Chevrolet          | 18  | Jeret Schroeder   | 3          |
| PDM Racing                      | Dallara         | Chevrolet          | 18  | John de Vries R   | 6          |
| PDM Racing                      | Dallara         | Chevrolet          | 18  | Cory Kruseman R   | 15         |
| Team Rahal                      | Dallara         | Chevrolet          | 19  | Jimmy Vasser      | 3, 5       |
| Convergent Racing               | G-Force         | Chevrolet          | 20  | Hideki Noda R     | 1–3        |
| Indy Regency Racing             | G-Force         | Chevrolet          | 28  | Hideki Noda R     | 13–15      |
| Target Chip Ganassi Racing      | G-Force         | Chevrolet          | 22  | Kenny Bräck       | 5          |
| Target Chip Ganassi Racing      | G-Force         | Chevrolet          | 33  | Bruno Junqueira   | 5          |
| Dreyer & Reinbold Racing        | G-Force         | Infiniti           | 23  | Sarah Fisher      | 5, 8–15    |
| Team Green                      | Dallara         | Chevrolet          | 26  | Paul Tracy        | 5          |
| Team Green                      | Dallara         | Chevrolet          | 27  | Dario Franchitti  | 5          |
| Team Green                      | Dallara         | Chevrolet          | 39  | Michael Andretti  | 5          |
| Team Menard                     | Dallara         | Chevrolet          | 31  | Robby Gordon      | 5          |
| Duesenberg Brothers Racing      | Dallara         | Chevrolet          | 32  | Memo Gidley       | 5          |
| Duesenberg Brothers Racing      | Dallara         | Chevrolet          | 32  | Johnny Herbert    | 5          |
| Brayton Racing                  | Dallara         | Chevrolet          | 37  | John de Vries R   | 1–5        |
| Brayton Racing                  | Dallara         | Chevrolet          | 37  | Scott Harrington  | 5, 11      |
| A. J. Foyt Enterprises          | Dallara         | Chevrolet          | 41  | Greg Ray          | 10–13      |
| Red Bull Cheever Racing         | Dallara         | Infiniti           | 53  | Max Papis         | 5          |
| Red Bull Cheever Racing         | Dallara         | Infiniti           | 53  | Buddy Rice        | 11–12      |
| Red Bull Cheever Racing         | Dallara         | Infiniti           | 53  | Robby McGehee     | 15         |
| CURB/Agajanian/Beck Motorsports | Dallara         | Chevrolet          | 54  | Robby McGehee     | 7–9        |
| Sam Schmidt Motorsports         | Dallara         | Chevrolet          | 55  | Anthony Lazzaro R | 7          |
| Kelley Racing                   | Dallara         | Chevrolet          | 78  | Tony Renna R      | 12–15      |
| Zali Racing                     | G-Force         | Chevrolet          | 81  | Billy Roe         | 1, 5       |

## Campeonato de Pilotos
| Pos. | Piloto            | HOM | PHX | CAL | NAZ | INDY | TXS | PIK | RIR | KAN | NSH | MIS | KTY | GAT | CHI | TXS | Puntos |
| ---- | ----------------- | --- | --- | --- | --- | ---- | --- | --- | --- | --- | --- | --- | --- | --- | --- | --- | ------ |
| 1    | Sam Hornish Jr.   | 1*  | 3*  | 1*  | 17  | 25   | 18  | 3   | 1   | 2   | 3*  | 7   | 2   | 5   | 1*  | 1   | 531    |
| 2    | Hélio Castroneves | 3   | 1   | 5   | 5   | 1    | 4   | 2   | 17  | 3   | 9   | 6   | 5   | 2*  | 4   | 2*  | 511    |
| 3    | Gil de Ferran     | 2   | 2   | 4   | 3*  | 10   | 16  | 1*  | 2*  | 5   | 2   | 5   | 21  | 1   | 23  |     | 443    |
| 4    | Felipe Giaffone   | 7   | 19  | 6   | 2   | 3    | 5   | 4   | 3   | 4   | 7   | 3   | 1*  | 21  | 6   | 17  | 432    |
| 5    | Alex Barron       | 8   | 23  | 12  | 6   | 4    | 10  | 10  | 10  | 8   | 1   | 12  | 9   | 3   | 12  | 5   | 366    |
| 6    | Scott Sharp       | 20  | 16  | 8   | 1   | 27   | 14  | 5   | 21  | 6   | 8   | 9   | 4   | 18  | 7   | 4   | 332    |
| 7    | Al Unser Jr.      | 19  | 5   | 11  | 12  | 12   | 2   | 6   | 5   | 17  |     |     | 6   | 7   | 2   | 20  | 311    |
| 8    | Buddy Lazier      | 22  | 7   | 7   | 23  | 15   | 8   | 15  | 18  | 7   | 12  | 13  | 3   | 15  | 3   | 7   | 305    |
| 9    | Airton Daré       | 10  | 12  | 13  | 11  | 13   | 3   | 9   | 6   | 1   | 17  | 23  | 23  | 11  | 16  | 12  | 304    |
| 10   | Eddie Cheever     | 25  | 15  | 20  | 7   | 5    | 19  | 8   | 14  | 16  | 6   | 22  | 11  | 10  | 5   | 8   | 280    |
| 11   | Jeff Ward         | 4   | 18  | 10  | 19  | 9    | 1   | 20  | 8   | 12  | 11  | 25  | 16  | 13  | 21  | 25  | 268    |
| 12   | Laurent Redon RY  | 15  | 14  | 3   | 15  | 22   | 15  | 7   | 15  | 22  | 16  | 11  | 20  | 22  | 25  | 10  | 229    |
| 13   | Billy Boat        | 16  | 8   | 18  | 8   | 18   | 7   | 14  | 22  | 9   | 14  | 14  | 19  | 23  | 19  | 24  | 225    |
| 14   | Tomas Scheckter R | 6   | 24  | 24  | 21  | 26*  | 17* | 16  | 4   | 15* | 13  | 1*  | 22  |     |     |     | 210    |
| 15   | Richie Hearn      |     |     | 14  | 14  | 6    | 9   | 12  | 7   | 10  | 4   | 10  | 24  |     |     |     | 204    |
| 16   | George Mack R     | 13  | 20  | 16  | 18  | 17   | 21  | 13  | 20  | 18  | 15  | 20  | 17  | 16  | 14  | 28  | 184    |
| 17   | Robbie Buhl       | 12  | 13  | Wth |     | 16   | 20  | 23  | 13  | 21  | 21  | 24  | 10  | 6   | 20  | 18  | 177    |
| 18   | Sarah Fisher      |     |     |     | 4   | 24   |     |     | 16  | 14  | 22  | 8   | 8   | 20  | 22  | 11  | 161    |
| 19   | Raul Boesel       |     |     |     |     | 21   | 13  |     |     | 11  | 5   | 15  | 13  | 8   | 11  | 22  | 158    |
| 20   | Eliseo Salazar    | 5   | 4   | 15  |     |      |     |     |     |     | 19  | 19  | 14  | 14  | 18  | 16  | 157    |
| 21   | Robby McGehee     | 14  | 21  | 17  | 13  | DNQ  |     | 17  | 9   | 13  |     |     |     | 12  |     | 13  | 142    |
| 22   | Buddy Rice R      |     |     |     |     |      |     |     |     |     |     | 2   | 12  | 4   | 9   | 6   | 140    |
| 23   | Greg Ray          |     |     |     |     | 33   | 12  | 18  | 12  | 19  | 20  | 17  | 25  | 19  | 17  | 14  | 128    |
| 24   | Tony Renna R      |     |     |     |     |      |     |     |     |     | 10  | 4   | 7   | 24  | 15  | 9   | 121    |
| 25   | Vítor Meira R     |     |     |     |     |      |     |     |     |     |     |     | 15  | 9   | 8   | 3   | 96     |
| 26   | Jaques Lazier     | 18  | 6   | 2   | 20  |      |     |     |     |     |     |     |     |     |     |     | 90     |
| 27   | Shigeaki Hattori  |     | 25  | 26  | 10  | 20   | 6   | 19  |     |     |     |     |     |     |     |     | 78     |
| 28   | Rick Treadway R   | 24  | 9   | 22  | 16  | 29   | 23  |     |     | 23  |     |     |     |     |     | 19  | 76     |
| 29   | Mark Dismore      |     |     |     |     | 32   |     | 11  | 11  | 20  | 18  | 18  |     |     |     |     | 73     |
| 30   | Anthony Lazzaro R | 9   | 17  |     | 9   | Wth  |     | 22  |     |     |     |     |     | DNS |     |     | 70     |
| 31   | Jon Herb          | DNS | 11  | 19  | 22  | DNQ  | 22  | 21  | 19  |     |     |     |     |     |     |     | 70     |
| 32   | Hideki Noda R     | 23  | 10  | 25  |     |      |     |     |     |     |     |     |     | 17  | 24  | 27  | 54     |
| 33   | John de Vries R   | 17  | 22  | 23  | DNS | Wth  | 11  |     |     |     |     |     |     |     |     |     | 53     |
| 34   | Paul Tracy        |     |     |     |     | 2    |     |     |     |     |     |     |     |     |     |     | 40     |
| 35   | Will Langhorne R  |     |     |     |     |      |     |     |     |     |     |     | 18  |     | 13  | 23  | 36     |
| 36   | Dan Wheldon R     |     |     |     |     |      |     |     |     |     |     |     |     |     | 10  | 15  | 35     |
| 37   | Arie Luyendyk     |     |     |     |     | 14   |     |     |     |     |     | 16  |     |     |     |     | 30     |
| 38   | Michael Andretti  |     |     |     |     | 7    |     |     |     |     |     |     |     |     |     |     | 26     |
| 39   | Robby Gordon      |     |     |     |     | 8    |     |     |     |     |     |     |     |     |     |     | 24     |
| 40   | Jimmy Vasser      |     |     | 9   |     | 30   |     |     |     |     |     |     |     |     |     |     | 23     |
| 41   | Tyce Carlson      | 11  | Wth |     |     |      |     |     |     |     |     |     |     |     |     |     | 23     |
| 42   | Kenny Bräck       |     |     |     |     | 11   |     |     |     |     |     |     |     |     |     |     | 19     |
| 43   | Max Papis         |     |     |     |     | 23   |     |     |     |     |     |     |     |     |     | 21  | 16     |
| 44   | Dario Franchitti  |     |     |     |     | 19   |     |     |     |     |     |     |     |     |     |     | 11     |
| 45   | Billy Roe         | 21  |     |     |     | DNQ  |     |     |     |     |     |     |     |     |     |     | 9      |
| 46   | Memo Gidley       |     |     | 21  |     | DNQ  |     |     |     |     |     |     |     |     |     |     | 9      |
| 47   | Scott Harrington  |     |     |     |     | DNQ  |     |     |     |     |     | 21  |     |     |     |     | 9      |
| 48   | Cory Kruseman R   |     |     |     |     |      |     |     |     |     |     |     |     |     |     | 26  | 4      |
| 49   | Jeret Schroeder   |     |     | 27  |     |      |     |     |     |     |     |     |     |     |     |     | 3      |
| 50   | Tony Kanaan       |     |     |     |     | 28   |     |     |     |     |     |     |     |     |     |     | 2      |
| 51   | Bruno Junqueira   |     |     |     |     | 31   |     |     |     |     |     |     |     |     |     |     | 1      |
| –    | Donnie Beechler   | Wth |     |     |     | DNQ  |     |     |     |     |     |     |     |     |     |     | 0      |
| –    | Jimmy Kite        |     |     |     |     | DNQ  |     |     |     |     |     |     |     |     |     |     | 0      |
| –    | Oriol Servià      |     |     |     |     | DNQ  |     |     |     |     |     |     |     |     |     |     | 0      |
| –    | Scott Mayer       |     |     |     |     |      |     |     |     |     |     |     |     |     | DNS |     | 0      |
| –    | Johnny Herbert    |     |     |     |     | Wth  |     |     |     |     |     |     |     |     |     |     | 0      |
| –    | P. J. Jones       |     |     |     |     | Wth  |     |     |     |     |     |     |     |     |     |     | 0      |
| Pos. | Piloto            | HOM | PHX | CAL | NAZ | INDY | TXS | PIK | RIR | KAN | NSH | MIS | KTY | GAT | CHI | TXS | Puntos |

| Color   | Resultado                    |
| ------- | ---------------------------- |
| Oro     | Ganador                      |
| Plata   | 2.º lugar                    |
| Bronce  | 3.er lugar                   |
| Verde   | 4.º y 5.º lugar (top 5)      |
| Celeste | 6.º a 10.º lugar (top 10)    |
| Azul    | Finalizó (afuera del top 10) |
| Violeta | No terminó                   |
| Rojo    | DNQ - No se clasificó        |
| Marrón  | Wth - Retirado               |
| Negro   | DSQ - Descalificado          |
| Blanco  | DNS - No empezó              |
| Blanco  | C - Carrera cancelada        |

| Estado  | Resultado                                |
| ------- | ---------------------------------------- |
| Negrita | Pole position                            |
| Cursiva | Vuelta rápida                            |
| L       | Lideró al menos una vuelta de la carrera |
| *       | Quien lideró más vueltas en la carrera   |
| RY      | Novato del Año                           |
| R       | Novato                                   |